# Cleveland
Cleveland este un oraș și sediul comitatului Cuyahoga, situat în statul Ohio, Statele Unite ale Americii.

## Demografie
La recensământul din 2000 orașul avusese o populație de 478.403 locuitori, dintre care aproximativ 51% din locuitori erau afro-americani, 41,5% albi, 1,35% asiatici, iar 7,26% erau hispanici.

## Personalități născute aici
- Louis Brus (n. 1943), chimist, laureat Nobel;
- Carol Kane (n. 1952), actriță;
- Alan Ruck (n. 1956), actor;
- Tracy Chapman (n. 1964), cântăreață;
- Johnny Gargano (n. 1987), wrestler.